# Antillicharis saulcyi
Antillicharis saulcyi is een rechtvleugelig insect uit de familie krekels (Gryllidae). De wetenschappelijke naam van deze soort is voor het eerst geldig gepubliceerd in 1844 door Guérin-Méneville.